# His Musical Career
His Musical Career (br: Carregadores de piano ou Músicos vagabundos / pt: A carreira musical de Charlot) é um filme mudo de curta-metragem estadunidense de 1914, do gênero comédia, produzido por Mack Sennett para os Estúdios Keystone, e escrito, dirigido e protagonizado por Charles Chaplin.

## Sinopse
Carlitos e seu parceiro recebem a incumbência de entregar um piano em um local, e retirar outro em outro local. Eles confundem os locais e querem executar as tarefas mesmo que contra a vontade dos proprietários, até que, finalmente, o piano cai pela janela na rua.

## Elenco
- Charles Chaplin .... Carlitos, carregador de pianos
- Mack Swain .... Mike, carregador de pianos
- Charley Chase .... gerente da loja de pianos
- Fritz Schade .... Mr. Rich
- Frank Hayes .... Mr. Poor
- Cecile Arnold .... Mrs. Rich
- Billy Gilbert .... vendedor da loja de pianos
- William Hauber .... empregado
- Alice Howell .... mulher